# Albany (New Hampshire)
Albany – miasto w Stanach Zjednoczonych, w stanie New Hampshire, w hrabstwie Carroll.